# Russell Fry
Russell William Fry, född 31 januari 1985 i Surfside Beach i South Carolina, är en amerikansk politiker (republikan). Han är ledamot av USA:s representanthus sedan 2023.
I republikanernas primärval inför kongressvalet 2022 besegrade Fry Tom Rice. Som sittande kongressledamot hade Rice röstat för att ställa president Donald Trump inför riksrätt efter stormningen av Kapitolium 2021.